# Ilulissat-69
I-69 er en sportsklub fra Ilulissat i Grønland. Klubben konkurrerer i fodbold, futsal og håndbold.

## Resultater
Grønlandsmesterskaber i fodbold kvinder: 7
- Grønlandsk håndboldmesterskaber kvinder:
  - Mestre: 1995, 1996, 1997, 1998, 1999, 2000, 2003, 2013, 2016
  - Andenplads: 2002
  - Tredjeplads: 1988

Grønlandsmesterskaber i håndbold herrer: 5
- Mestre: 1985, 1987, 1988, 1989, 1990

Grønlandsmesterskaber i håndbold kvinder: 2
- Mestre: 1982, 1989